# Mathías Cubero
Jonathan Mathías Cubero Rieta (Montevideo, 15 gennaio 1994) è un calciatore uruguaiano, portiere del Cerro.

## Carriera

### Club
Cresciuto nelle giovanili del Cerro, ha esordito il 4 dicembre 2010 in occasione del match vinto 2-1 contro il Liverpool (M).

### Nazionale
Ha giocato nella nazionale uruguaiana Under-17.
Con la nazionale Under-20 uruguiana ha disputato il campionato sudamericano 2013 ed il campionato mondiale 2013.

## Palmarès

### Individuale
- Miglior portiere del Mondiale Under-17: 1

Messico 2011